# Bryophryne nubilosus
Bryophryne nubilosus es una especie de anfibio anuro de la familia Craugastoridae.

## Distribución geográfica
Esta especie es endémica de la provincia de Paucartambo en la región de Cuzco, Perú. Habita entre los 2350 y 3215 m sobre el nivel del mar en el distrito de Cosñipata.

## Descripción
Los machos miden de 12 a 19 mm y las hembras 19 a 22 mm.

## Publicación original
- Lehr & Catenazzi, 2008: A new species of Bryophryne (Anura: Strabomantidae) from southern Peru. Zootaxa, n.º 1784, p. 1-10[6]